# Симон Гиљелми
Симон Гиљелми (фр. Simon Guglielmi; Шамбери, 1. јул 1997) француски је бициклиста који тренутно вози за UCI ворлд тур тим — Аркеа—бб хотелс.

## Каријера
Године 2017. завршио је Гент—Вевелгем за возаче до 23 године на седмом мјесту, а 2018. је возио Ђиро чиклистико д’Италија трку, познату као Бејби Ђиро или Ђиро д’Италија за возаче до 23 године, коју је завршио на осмом мјесту у генералном пласману. Професионалну каријеру почео је 2020. и исте године возио је своју прву гранд тур трку — Ђиро д’Италију, коју је завршио на 116 мјесту у генералном пласману. Године 2021. поново је возио Ђиро д’Италију и завршио је на 90 мјесту у генералном пласману, а 2022. возио је Вуелта а Еспању, коју је завршио на 69 мјесту у генералном пласману.
Године 2023. возио је Тур де Франс по први пут, гдје је на седмој етапи био сам у бијегу већи дио и добио је награду за најагресивнијег возача. У генералном пласману завршио је на 69 мјесту.

## Резултати на тркама

### Резултати на гранд тур тркама
| Гранд тур трке  | 2020. | 2021. | 2022. | 2023. | 2024. |
| --------------- | ----- | ----- | ----- | ----- | ----- |
| Ђиро д’Италија  | 116   | 90    | —     | —     | —     |
| Тур де Франс    | —     | —     | —     | 69    | —     |
| Вуелта а Еспања | —     | —     | 60    | —     | 47    |

| — | Није учествовао |
|   | Није завршио    |